# SN 2001hl
SN 2001hl – supernowa odkryta 12 listopada 2001 roku w galaktyce A022826+0036. W momencie odkrycia miała maksymalną jasność 24,40m.